# UBOAT (电子游戏)
Uboat是一款潜艇模拟器视频游戏，由Deep Water Studio制作，PlayWay SA发行。游戏的灵感来自于《辐射：避难所》 、《XCOM》以及电影《从海底出击》的游戏机制。与其他潜艇模拟游戏（例如《猎杀潜航》系列）一样，玩家将在二战期间指挥一艘德国U 型潜艇。

## 发展
最初，该游戏的开发于2016年开始，并通过Kickstarter活动为该项目提供资金。该项目最初的目标是筹集20,000加元来资助该项目，但该活动成功从1,511名支持者那里筹集了38,000加元。 据报道，开发该游戏的团队是“一个由年轻开放的新人和经验丰富的游戏开发老手组成的团队。”。游戏的大部分内容已经完成，根据最新的开发者日志，游戏“变得越来越完整”。 原计划于2017年发布。 。2018年10月14日，测试版向Kickstarter支持者发布 ，此后频繁更新。在开发的最初几年里，这款游戏被称为Uboot。 

## 概述
Uboat让玩家可以在第二次世界大战期间指挥II型和VII型潜艇。玩家并不负责潜艇本身，而是作为U型潜艇船长“负责操控艇员”。玩家必须管理船员的士气、纪律和伤亡，并尽量确保所有船员在任务结束时都活着回来。船员们也由每个人都有自己故事和个性的人组成。据Rock, Paper, Shotgun称，“游戏的每一处细节都经过精心设计，以确保二战迷们能得到他们想要的东西，同时游戏也保证了游戏画面的逼真和现代感。”  开发人员还精确地设计了舰船内部，还原了历史的基础上进一步增强了游戏性，让玩家能够自己控制舰船上的某些任务，比如发射鱼雷、使用无线电和驾驶潜艇。

## 发布
Uboat于2019年4月30日向公众开放抢先体验，一些在B测和A测期间就已经收到该游戏的Kickstarter贡献者被允许发布游戏的视频和媒体。2016年，游戏计划推出macOS版本，但目前仅适用于Windows。  1.0版本于2024年8月2日发布。